# عنتي
عنتي (يعرف أيضاً ب:آنتايوس أو آنتي في الأساطير الإغريقية) هو بطل من الأساطير الأمازيغية، إذ كان حامياً لأرض الأمازيغ ضد الأجانب الذين حاولوا إيذاء الأمازيغ، وارتبط أيضاً بالأساطير الإغريقية. وتعد مقبرته الأسطورية من أهم الآثار في شمال غرب المغرب، وهي واقعة في موقع مزورة في دائرة العرائش.

## معنى اسم عنتي
لا يعرف معنى اسم عنتي على وجه الدقة، بل ولربما لا يعرف اسمه الأصلي الدقيق. ويسميه البعض «عنتي»، في حين يسمى أيضًا ب: «آنتي» و«آنتايوس».
يعتقد البعض أن اسمه عنتي، كما كان يوصف حورس «حوروس عنتي». وهو ما قد يعني أن اسمه قد يعني: «المصارع» أو «المحارب» كما تعني في اللغة المصرية القديمة، بافتراض أن الاسم حامي الأصل يوجد في اللغة المصرية القديمة والأمازيغة اللتان ترتبطان إلى درجة ما في ما بينهما، وهو ما ذهب إليه الأستاذ مصطفى اعشي.
حفيض خضيري (اسفض) باحث في الأساطير واللغة الأمازيغية. يقول: «إن اسم عنتي اسم محرف وإن اسمه الحقيقي (أنترAnttar) أولاً لأن حرف العين غير موجودة في الأمازيغية. وحرف العين ينطقها العبريون وأبناء عمومتهم العرب وأصل حرف العين هو الألف وبالتالي فأنتر معناه الذًي يدفن بمعنى (حفار القبور). كما تروي الأسطورة فإن "أنتر" يدفن كل غاز. واشتقاقية هذه الكلمة أتت من كلمة {اكر- اشر }ومعناه التراب ، ثم إن أمه جايا هي أصلاً أكل بمعنى (أم الأرض) حيث يستمد بها أنتر قوته»

## عنتي حسب الأسطورة
حسب الأسطورة فعنتي هو ابن رب البحر بوسيدون، وربة الأرض غايا وزوج طنجة التي تسمى أيضاً تنجيس. وهو ما نقله لنا المؤرخون القدماء، وهذا لا يعني وجود معبودين عند كلا الشعبين، فالأسطورة الإغريقية تعرفه بالعملاق الليبي أي الأمازيغي. كما إن هرقل الذي صارعه، صارعه خارج بلاد الإغريق حسب الأسطورة الإغريقية.
اعتماداً على عدد من الروايات، يرجح باحثون أن يكون عنتي قد أقام في مدينة طنجة، التي كانت تعرف ب: «تينجيس». وحدد العديد من الكتاب القدماء أن حدائق الهسبريد، التي حدد موقعها عند الكتاب الكلاسيكيين بين منطقة طنجة والليكسوس، كانت مقراً لعنتي. ويعتقد بومبونيوس أنه في طنجة ترس عنتي الضخم، وهو مصنوع من جلد الفيل، وأنه نظراً لضخامته لم يقدر أحد على حمله واستعماله.
لا يعتبر عنتي إلهاً بالمفهوم الكلاسيكي للآلهة عند الشعوب القديمة كبوسيدون وزيوس وغيرهم من الآلهة، وإنما يعتبر بطلاً من أنصاف الآلهة، ويعرفون أيضاً بالعماليق، وهو من المعبودات التي ظهرت في وقت متأخر ولم تكن معروفة في عهد هوميروس ويعتقد الباحثون أنها قد ظهرت خلال القرن الخامس قبل الميلاد بالنسبة للإغريق.
أنصاف الآلهة هي غالباً ما تكون ثمرة ترابط بين إله كامل وامرأة قابلة للموت حسب الأساطير ومثاله هرقل الذي ولد من زيوس وألكمنه، وبرسيوس الذي ولد من زيوس وداناي. أما عنتي فرغم تصنيفه ضمن هذه المعبودات فهو ابن لإله وإلهة متكاملتين وهما بوسيدون وغايا التي تعرف أحياناً بأم العماليق.
يكمن دور العماليق في مساعدة الإنسان، وكانت الشعوب تنسب نفسها إلى بطل من الأبطال، وتعتبره زعيماً لها تخضع لحمايته. وهو ما ينطبق على عنتي.

## دور عنتي حسب الأسطورة
يكمن دور عنتي حسب المصادر التي وصلتنا في كونه البطل الذي لا يهزم طالما أمكنه الاتصال بأمه الأرض، وتكفل بحماية أرض الأمازيغ ضد كل من حاول التسلل إلى أرضهم قصد إيذائهم، وذكر كل من ديودور وبيندار وغيرهم أن عنتي كان يقدم على قطع رؤوس الغرباء الذين حاولوا التسلل إلى البلاد التي يحكمها، وكان يبني بجماجمهم معبدا لأبيه بوسيدون.

## عنتي وهرقل
ظل عنتي بطلا أسطوريا لا يقهر، وكان سلاحه سلاحا سريا (هو أمه الأرض غايا). وكان يصارع كل الغرباء، وعندما تضعف قواه يذهب إلى الأرض وينشر التراب على جسمه أو ينتشر عليه، وبذلك يستعيد قواه من جديد وبقي الأمر على هذا النحو إلى تمكن البطل الإغريقي من اكتشاف سره.
حسب المصادر الإغريقية أن هرقل كان عائدا بعد تمكنه من الحصول على التفاح الذهبي الذي أخذهما من الهسبريد، عائدا إلى مدينة ميسينا، فتحداه عنتي في المصارعة فصارعه هرقل وبعد صراع أسطوري طويل تمكن هرقل من معرفة نقطة ضعف عنتي فرفعه عن الأرض فضعفت قواه، وبالتالي تمكن من القضاء عليه. وهو ما اعتبر أحد أهم أعماله إلى جانب المهام الاثنتي عشر المستحيلة التي أنجزها ليفوز بالأبدية.
ونظرا لشهرة هذا الصراع الأسطوري، فقد تم رسمه في الأيقونات الإغريقية، واللافت أن الإغريق قد رسموه بشكل يبرز خصائص كل من شعبي البطلين، إذ تم رسم عنتي بشعر طويل ولحية طويلة وهي من مميزات مظهر الأمازيغ القدماء، في حين رسم هرقل بمظهر يمثل الإغريق القدماء أي بشعر قصير ولحية مننظمة كما تميز به الإغريق. كما أن متحف اللوفر الفرنسي لا زال يحتفظ برسم للفنان الأثيني أوفرونيوس وهو عبارة عن لوحة تمثل البطل الأمازيغي عنتي وهو يصارع هرقل.

## قبر عنتي
إذا كان الصراع الأسطوري بين هرقل وعنتي قد عرف شهرة كبيرة، فان قبر عنتي لم يقل شهرة وغرابه عن ذلك. فكما أبلغتنا المصادر الكلاسيكية، فقد قام الأمازيغ بوضع قبر لمعبودهم عنتي وكان حجمه مصدر شهرته منذ العصور القديمة. وهذا يرجع إلى ضخامة حجم القبر الذي وضع له.
أشار بلوتاركوس إلى أن أحد القادة الرومان وهو سيرتوريوس سمع بأن قبر عنتي موجود في طنجة، فقرر زيارة طنجة المعروفة آنذاك باسم طنجيس أو تينجا للاطلاع على قبره والتأكد من صحة ضخامته، لأنه لم يصدق ما يرويه البرابرة فأخذه الأمازيغ إلى قبره ولاحظ بالفعل ضخامة حجمه التي بلغت قرابة الثلاثين مترا، فتيقن من عظمة معبودهم، وأخذه الانبهار وذبح حيوانا قربانا له، وإحياء لذكراه وأثبت له كرامته ونمت شهرته بذلك. وحسب الروايات الكلاسيكية عندما ينتقص شخص ما مما يوجد فوق القبر (قبر عنتي) فإن المطر سيتساقط مباشرة بعد ذلك.
إلى جانب المصادر الكلاسيكية فقد أقيمت بعثات عصرية لدراسة القبر، ويبرز قبر عنتي المتواجد في قرية مزوارة على بعد بضعة كيلومترات عن طنجة، في شكل دائري محيطة ما يقارب خمسين مترا وهو ما يثير إعجاب سكان المنطقة.

## رمزية القضاء على عنتي
يعتقد البعض أن الصراع الأسطوري الذي وقع بين العملاقين عنتي وهرقل يجسدان صراعا واقعيا بين الأمازيغ والإغريق، وهو صراع دار بين كلا الشعبين خلال القرنين السادس والخامس قبل الميلاد، وهو صراع تميز بالشراسة قادته قبيلة الناسمون إلى جانب القرطاجيين بدافع المصلحة المشتركة التجارية على ما يبدو، قامت فيه قبيلة الناسمون بتجهيز صف أمازيغي كبير ضد الإغريق، فاكتسحوا فيه عدة مناطق إغريقية وتم فيه محاصرة الإغريق في منطقة بنغازي الحالية، ولم يتمكن الإغريق من الخلاص منه إلا بعد الاستنجاد بأسبرطة التي أرسلت أسطولا تمكن من فك الحصار.
يرى الأستاذ محمد الطاهر الجراري أن صراع هرقل وعنتي يبرز مدى شراسة الصراع الليبي رغم عدم توفر المصادر بشكل كبير مستدلا بذلك بما رواه الكتاب القدماء عن صراع عنتي وهرقل، بحيث ذكر أن بندار أحد أهم شعراء الإغريق قد شبه أحد المنتصرين بهرقل دلالة على عناده وإصراره في حين شبه خصومه بالبطل الأمازيغي عنتي الذي انتصر عليه هرقل بالحيلة رغم قوته كما يروي بندار.

## اقرأ أيضا
- جيهر

## وصلات خارجية
- http://www.tawalt.com/archive.cfm?lg=_tz&mStartRow=151
- http://66.90.77.92/Kronos/Antaios.html
- http://www.planeteafrique.com/Algerie/Index.asp?cmd=articledetail&articleid=140
- http://www.libsc.org/ST/P0001.HTM